# Abudefduf taurus
Abudefduf taurus es una especie de peces de la familia Pomacentridae en el orden de los Perciformes.

## Morfología
Los machos pueden llegar alcanzar los 25 cm de longitud total.

## Hábitat
Es un pez de mar.

## Distribución geográfica
Se encuentra en el Atlántico occidental (desde el sur de Florida - Estados Unidos - hasta el Caribe y el norte de Sudamérica) y en  (Cabo Verde y desde Senegal hasta Angola ).